# Technoboy
Cristiano Giusberti (Bologna, 1970. december 19. –), közismert művésznevén Technoboy olasz lemezlovas és zenei producer, a hardstyle műfaj egyik kiemelkedő személyisége.
Karrierjét 1992-ben kezdte, nemcsak mint DJ, hanem mint menedzser, a "Record 66 Music Market For DJ's" nevű cégnél, melynél a mai napig dolgozik. Emellett az idők folyamán számos lemezkiadónál felbukkant hasonló szerepben. 1999-ben egyike volt a hardstyle műfaj kidolgozóinak és megalapítóinak, és kiemelkedő szerepe volt a stílus népszerűsítésében valamint az ebben a stílusban zenélők felkarolásában. Számos fesztiválsorozat életre hívásában is közreműködött, vagy éppen állandó vendége azoknak (Defqon.1, Sensation Black, Mystery Land, Qlimax stb.) 2008-as "Next Dimensional World" című száma a hardstyle egyik himnuszává vált.

## Diszkográfia

### Kiadványok
Technoboy néven:
- Amino-Acid (1999)
- The Future (2000)
- Hardrive (2002)
- Ravers' Rules (2002)
- Bomb Squad / War Machine (2003)
- Tales From A Vinyl (2003)
- Atomic (12") - Titanic Records  2005
- Guns 'N' Noses (2006)
- Into Deep (2006)
- Vita / Angel Heart (2007)
- Rage (2008)
- Oh My God (2008)
- Next Dimensional World (Qlimax 2008 Anthem) (2008)
- Ti Sento / 4 Days (2009)
- Psycho Ex (2009)
- Put Some Grace (2009)
- The Undersound (2009)
- Bass, Beats & Melody (feat. Brooklyn Bounce) (2010)
- Catfight (2010)
- We Need Protection (2010)
- Vanilla Sky (2011)
- Re-Invent Yourself (2011)
- Nustyle Crap (feat. Coone) (2012)
- Steam Train (feat. Activator) (2012)
- Involved (2012)
- In Ya Face (2011)
- Nothing Nu (2012)
- Digital Playground (feat. DJ Isaac) (2013)
- LSF 2013 Anthem (2013)
- Celebrate Life (feat. Anklebreaker) (2013)

TNT (Technoboy 'n Tuneboy) kiadványok
- Double Dutch Darkies (2009)
- Tritolo (2010)
- First Match 2011 (2011)
- Countdown / The Eighth Note (2011)
- Sucksess (2011)
- Utta Wanka / Dial T for TNT (2011)
- Promise Me (2012)
- Ocean (2012)
- Heroes of Hardstyle Anthem (2012)
- The Mojo (2012)
- Good Times / Scared / TN... Who? (2012)
- Bullets (2012)
- Screwdriver (2013)
- Skinner (2013)
- Luka (2013)
- Tarantula (2013)

DJ Gius néven:
- Overcharge (12") - Titanic Records  1998
- Overcharge (12") - Byte Progressive  1998
- Byte Progressive Attack 2 (12") - Byte Progressive  1999
- Dynamite (12") - Red Alert  2000
- Dynamite (12") - A45 Music  2000
- Amnesia (12") - EDM  2001
- Amnesia (12") - Green Force  2001
- Amnesia (12") - Electropolis  2001
- De-Generation (12") - EDM  2001
- De-Generation (12") - Spectra Records  2001
- De-Generation (12") - Full Access  2001
- Metal (12") - Green Force  2002
- Puffganger (12") - Red Alert  2003
- Definition Of A Track (12") - Dance Pollution  2004
- Mega What (12") - Red Alert  2004
- Jerk It! (12") - Blq Records  2005
- V Like Venusian (12") - Blq Records  2006
- Things To Do (12") - Blq Records 2007
- Nerve (12") - Blq Records 2008

Aceto néven:
- Go (12") - Dance Pollution
- Sexy Gate (12") - Houzy Records
- Hard Kick (12") - Dance Pollution  2000
- Ritmo Musicale (12") - Airplay Records  2002

### DJ-mixek
Technoboy néven:
- Italian Hardstyle - Atlantis Records   2002
- Italian Hardstyle 2 -  Atlantis Records   2002
- Italian Hardstyle 3 - (Doppel-CD)  Atlantis Records   2003
- Italian Hardstyle 4 - (Doppel-CD)  Atlantis Records   2003
- Italian Hardstyle Part 1 - (Doppel-CD)  EMI Music 2003
- Technodome 7 -  S.A.I.F.A.M.  2003
- The No. 1 Hardstyle DJ From Italy Vol. 2 - (Doppel-CD)  EMI Music 2003
- I'm Hardstyle - (Doppel-CD)  Atlantis Records   2004
- Italian Hardstyle 5 - (Doppel-CD)  Atlantis Records   2004
- Italian Hardstyle 6 - (Doppel-CD)  Atlantis Records   2004
- Technodome 8 - S.A.I.F.A.M.  2004
- Technodome 9 - S.A.I.F.A.M.  2004
- Blutonium Presents Hardstyle Vol. 7 - (Doppel-CD)  EMI Music 2005
- Hard Bass Vol. 5 - The Battles - (Doppel-CD)  Seismic  2005
- I'm Hardstyle Vol. 2 - (Doppel-CD)  Atlantis Records   2005
- Italian Hardstyle 7 - (Doppel-CD)  Atlantis Records   2005
- Italian Hardstyle 8 - (Doppel-CD)  Atlantis Records   2005
- Italian Hellstars - (Doppel-CD)  Atlantis Records   2005
- Technodome 10 -  S.A.I.F.A.M.  2005
- Technodome 11 -  S.A.I.F.A.M.  2005
- Technodome 12 - The Ultimate Techno Adventure - S.A.I.F.A.M.  2006
- Italian Hardstyle 9 - (Doppel-CD)  Atlantis /The Saifam Group  2006
- Italian Hardstyle 10 - (Doppel-CD)  Atlantis /The Saifam Group  2006
- Bassdusche Vol.3  - (Doppel-CD)  Aqualoop Records  2007
- Decibel 2007 - disc 01 Technoboy vs Zatox Seismic records  2007
- The Battle Noisecontrollers vs. Technoboy Digidance  2008
- Qlimax - Next Dimensional World Q-Dance.nl  2008
- Hardbass Chapter 21 Mixed by Various Artists  2011

DJ Gius néven:
- Technodome 2 - 2000
- Transgression - 2000
- Technodome 4 - 2001
- Transgression 3 - 2001
- Technodome 5 - 2002
- Technodome 6 - 2002

### Egyéb kiadványokon
Mint Technoboy:
- Bitte ein Beat! - Beat 3 - EMI 2002
- Harder March 3 - Sony Music 2002
- ID&T Hardhouse - ID&T 2002
- Blutonium Presents Hardstyle Vol. 1 & 2 - EMI 2003
- Blutonium Presents Hardstyle Vol. 3 - Ministry of Sound 2004
- Defqon.1 2004 - Universal 2004
- Oxa Hardstyle Night Vol. 2 - Oxa 2005

DJ Gius néven:
- Club Rotation Vol. 8 - Warner 1999
- Atmoz 10 - The Sound Of The Clubs - EMI 2000
- Kernkraft 400 - Diverse 2000
- Trance Files 2000 The Final Yearmixes - ID&T 2000
- Hardstyle European Hard Trance - Capitol Records